# Török család (nagyemőkei)
Nagyemőkei Török család Nyitra vármegyei nemesi család.

## Története
A ludány nemzetség emőkei ágából származó középkori eredetű család, amely a 15. században János (de NaghEmewke) fia Bertalan (Barta) másként Törökről vették családnevüket. 1495-ben anyja Szemerei Orsolya révén négy Komárom vármegyei birtokra (Szemere, Kamocsa, Kürt ? és Nyárad) jelentette be igényét.
Bertalan fiát Török Miklóst 1481-1526 közé tehetjük. A mohácsi vész után Miklós fia János szerepel 1520-1552 között. Feleségétől tótprónai Szerafin Krisztinától 5 fia született: Márton, Lőrinc, János, Dömötör és Barta. 1546-ban Török János jobbágyait említik tanúként. János fia János ága folytatta a családi vagyon gyarapítását és a környező falvakban, Lapásgyarmaton, Pogrányban, Kiskeszin (Bánkeszi része), Szomorlovászin, Kisvezekényben, Barsváradon és Szénásfalun szereztek birtokokat. 1570-ben ezeken a birtokrészeken osztoztak meg a leszármazottak.
1617-ben Seregélyi Máté nagyemőkei birtokrészét Szabó Pisarovich Györgynek és feleségének Török Annának zálogosította el.
1659-ben Török István örökségén osztozkodtak özvegye felsőköröskényi Kereskényi Anna, fia Sándor és lányai Balogh Istvánné Zsuzsanna és Thuróczi Györgyné Borbála.
1683-ban Török Sándor halálával férfi ágon kihalt a család. Lánya Anna Szvetenyei Zsigmond felesége lett. Birtokaik a koronára szálltak, amit Esterházy Pál nádor 1697-ben Chrenóczi Mihálynak adományozott. Ez ellen többen tiltakoztak, de 1699-ben az adományt megerősítették. A birtokaik egy részét a rokon családok örökölték.

## Neves tagjai
- Török Bertalan (?-1506 körül) Nyitra vármegye alispánja.[8]